# Kiarajangkung (Sukahening)
Kiarajangkung is een bestuurslaag in het regentschap Tasikmalaya van de provincie West-Java, Indonesië. Kiarajangkung telt 3586 inwoners (volkstelling 2010).